# Ho & Go
Ho & Go was een vorm van openbaar vervoer die ontwikkeld was door de Nederlandse stads- en streekvervoerder Hermes. Het werd eerst opgezet in het landelijke gebied in Oost-Brabant en later in Noord-Holland. Het systeem bood verplaatsingsmogelijkheden vanaf haltes bij kleine dorpen naar belangrijke locaties of waar kon worden opgestapt op de reguliere lijndienst.

## Oost-Brabant
Het vervoer werd verzorgd door vrijwilligers die hiervoor hun eigen auto gebruikten. De lijn kende geen vaste rijtijden. De reiziger kon 7 dagen per week, van 7.00 tot 23.00 uur gebruikmaken van Ho & Go, mits de rit 1 uur voor vertrek werd aangemeld bij de Ho & Go-centrale, en kon betalen met de strippenkaart.
Ho & Go startte op 1 december 2000 in de gemeente Grave, Landerd, Mill en Sint Hubert. Op 19 juni 2001 kwamen hierbij nog bij: Boxmeer, Cuijk, Wijchen, Oss, Uden en Ravenstein.
De resultaten na een jaar stelden de provincie en Hermes diep teleur. Tussen de start in december 2000 en augustus 2001 zijn in totaal 494 ritten gemaakt met een gemiddelde bezetting van 1,21 personen. Vooraf was op basis van marktonderzoek berekend dat Ho&Go mocht rekenen op 36.700 reizen in heel 2001, ofwel meer dan 3000 per maand. Het handjevol klanten vormde overigens wel een getrouwe afspiegeling van het gebruikelijke streekbuspubliek. Naast ouderen deden ook jongeren en zelfs automobilisten mee aan de proef.
De proef die moest duren tot en met 2002 werd dan ook voortijdig, op 2 januari 2002, gestaakt.

## Noord-Holland
In Noord-Holland in de gemeenten Opmeer en Noorder-Koggenland werd op 16 december 2002 ook Ho & Go gelanceerd onder toezicht van Connexxion.
De opzet was wel anders, en had veel weg van de buurtbus. De busjes, bestuurd door vrijwilligers, reden drie vaste lijnen, te weten:
- Lijn 237: Hoorn–Opmeer–Opperdoes–Hoorn
- Lijn 238: Hoorn–Midwoud–Opmeer–Hoorn
- Lijn 239: Abbekerk–Medemblik

Passagiers konden overal langs de routen opstappen en betaalde het strippenkaarttarief. De ritten werden voornamelijk in de avonduren en weekenden gereden, hetgeen de naamsbekendheid niet bevorderde. Ook dit project is geflopt, en op 12 december 2004 viel ook in Noord-Holland het doek voor Ho & Go.

## Naamgeving
De naam is een merkwaardige mengeling van Nederlands (Ho!) en Engels (Go!), te meer als men bedenkt dat in het Amerikaans, en vooral het Afro-Amerikaans-Engels, het woord ho een afkorting van whore (=hoer) is.